# Diocèse d'Elphin
Le diocèse d'Elphin (irlandais : Ail Finn, latin : Dioecesis Elphinensis) est un diocèse suffragant de l'archidiocèse de Tuam en Irlande, constitué en 450. Son église principale est la cathédrale de l'Immaculée-Conception de Sligo. 

## Territoire
À l'origine, le diocèse d'Elphin couvre le territoire d' « Aither Connacht », c'est-à-dire : Mag nAi, Na Tuatha et Sil Muredaig. Aujourd'hui, il comprend des parties des comtés irlandais de Roscommon et de Sligo, ainsi que de plus petites parties des comtés de Weastmeath, Longford et Galway.
Le territoire couvre 301 km², et il est divisé en 35 paroisses, regroupées en 6 doyennés : Sligo, Boyle, Strokestown, Castlerea, Roscommon et Athlone. Ce sont 8 diacres et 77 prêtres (54 diocésains et 23 religieux) qui s'en occupent, en 2023.

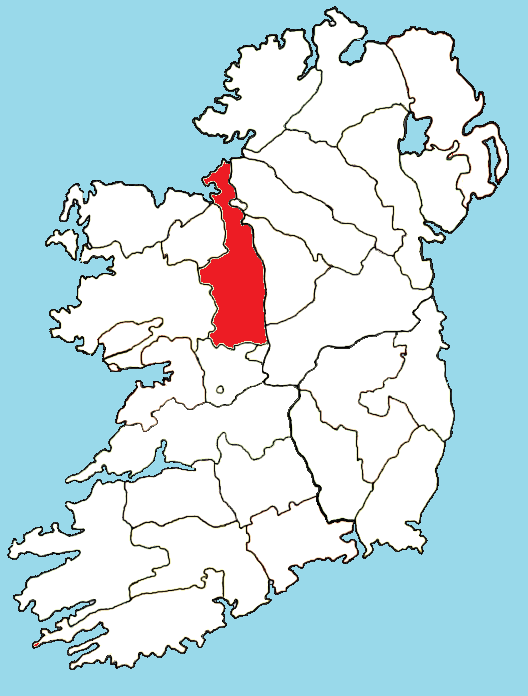
Position du diocèse en Irlande.
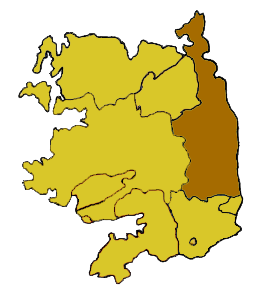
Situation du diocèse d'Elphin dans la province ecclésiastique de Tuam.

## Histoire
Le siège remonte aux premiers jours de l'Église irlandaise. Depuis l'arrivée du christianisme en Irlande dans la seconde moitié du Ve siècle (sous la forme de la mission de saint Patrick), l'Église primitive est centrée sur des établissements monastiques. Saint Patrick fonde un tel établissement dans une région connue sous le nom de Corcoghlan, aujourd'hui Elphin, en 434 ou 435. Le premier abbé de cette colonie monastique est Assicus (en), dont on dit qu'il était l'orfèvre ou le dinandier de saint Patrick. Saint Assicus est aujourd'hui le patron du diocèse. 
Le diocèse est véritablement constitué lors du synode de Ráth Breasail en 1111 comme suffragant de l'archidiocèse d'Armagh. Le premier évêque est Domnall mac Flannacáin Ua Dubthaig, abbé de Roscommon et évêque de Clonmacnoise (mort le 17 mars 1136). Le synode de Kells-Mellifont le transfère au nouvel archidiocèse de Tuam en 1152, et la cathédrale est dédiée à la Beatae Mariae Virgini (la Bienheureuse Vierge Marie).
À la suite de la Réforme anglaise du XVIe siècle, la cathédrale et de nombreux monastères et couvents sont détruits. Ce n'est qu'en 1874 que l'évêque de l'époque, Laurence Gillooly, décide de reconstruire la cathédrale, cette fois dans la ville de Sligo. Cette cathédrale est dédiée à l'Immaculée Conception. Un peu moins de 20 ans plus tard, en 1892, l'évêque Gillooly supervise la construction d'un collège destiné à former les garçons à la prêtrise, connu sous le nom de collège de l'Immaculée Conception. Cette école fonctionne encore aujourd'hui sous le nom de Summerhill College.

## Évêques
Voici les dix derniers évêques du diocèse d'Elphin : 
- 1827-1843 	Patrick Burke
- 1844-1858 	George Joseph Plunket Browne
- 1858-1895 	Laurence Gillooly, C.M.
- 1895-1912 	John Joseph Clancy
- 1913-1926 	Bernard Coyne
- 1926-1950 	Edward Doorly
- 1950-1970 	Vincent Hanly
- 1971-1994 	Dominic Joseph Conway
- 1994-2014 	Christopher Jones
- 2014- Kevin Doran (en) (depuis le 14 mai)

## Source
- (en) Cet article est partiellement ou en totalité issu de l’article de Wikipédia en anglais intitulé « Roman Catholic Diocese of Elphin » (voir la liste des auteurs).